# Mötley Crüe
I Mötley Crüe sono un gruppo musicale glam metal statunitense formatosi a Los Angeles nel 1981.
Hanno venduto più di cento milioni di dischi, di cui ventiquattro milioni nei soli Stati Uniti: la band ha ottenuto ventidue dischi di platino e dieci dischi d'oro.

## Storia del gruppo

### Le origini
Frank Feranna, diciassettenne nativo di San Jose, dopo avere avuto diverse esperienze musicali in piccole band locali come Sleaze e Forced Entry, si trasferì a Los Angeles. Trovò piccoli lavori diurni (prima in un negozio di dischi a Hollywood poi in uno di liquori) suonando nei club di notte. In origine il bassista ebbe una breve esperienza nei Sister, band nel quale militava anche Blackie Lawless, successivamente noto per essere il frontman dei W.A.S.P.. Nel 1978, sciolti i Sister, Feranna (noto ormai come Nikki Sixx) e Lawless fondarono i London, una band all'epoca composta inoltre da Lizzie Grey (chitarra) e Dan Rage (batteria). Tuttavia Lawless abbandonò la band nel 1979 fondando i W.A.S.P. nel 1982, mentre Sixx continuò invece nei London fino al 1981. I London, dopo essersi sciolti e riformati nel 1984 senza Sixx, otterranno un discreto successo all'interno della scena heavy metal di Los Angeles pubblicando tre dischi durante gli anni ottanta, e vedendo il passaggio di alcuni futuri volti noti come Fred Coury (futuro Cinderella), Izzy Stradlin (futuro  Guns N' Roses) e Slash (altro futuro GNR).
Dopo la dipartita dai London nel 1981, Nikki Sixx ebbe un'esperienza con il chitarrista Greg Leon, proveniente da una band chiamata Suite 19. Sixx conobbe il chitarrista dopo averlo notato suonare una sera al locale The Starwood. Tentando di mettere in piedi un'altra band, Nikki era alla ricerca di un batterista, così Greg Leon gli diede il numero dell'ex batterista dei suoi Suite 19 Tommy Lee. Il batterista greco di nascita, era all'epoca soprannominato "T-Bone" per via della sua corporatura sottile, ma noto anche come Tom Bass. Il batterista aveva suonato in precedenza in altre band come i già menzionati Suite 19, e i Sapphire, in cui militava anche il futuro bassista degli Armored Saint Joey Vera (altro musicista che suonerà poi con Greg Leon). I rapporti tra Vera e Lee si deteriorarono quando i due vennero coinvolti in un incidente d'auto con Lee alla guida, provocando delle lesioni al bassista. Alcune voci affermarono che in seguito, Vera, con i soldi dell'assicurazione su questo incidente, pagò la prima demo degli Armored Saint.
Lee proveniva quindi da un periodo nei Suite 19 di Leon, a sostituzione del precedente Gary Holland (questo aveva suonato nei Dokken, e poco dopo entrerà nei Great White). Sciolti i Suite 19 però, Leon e Lee vollero portare avanti un nuovo progetto, e una sera allo Starwood incontrarono Nikki Sixx. I due proposero a Sixx di entrare come bassista nel loro nuovo progetto, ma questo rispose che voleva entrare in una band con un frontman/vocalist, e non con un vocalist/chitarrista, così rifiutò l'offerta. In seguito Leon suonò nei Dokken, poi nei Quiet Riot come sostituto di Randy Rhoads, e poi fondò i Greg Leon Invasion con Joey Vera al basso, proprio su raccomandazione di Tommy Lee. Mentre Lee e Sixx collaborarono inizialmente con Lizzie Grey dei London, decidendo di fondare un progetto chiamato Christmas, prima di cercare un frontman ed un chitarrista. I due si imbatterono nel chitarrista Robert Alan Deal, figlio del ministro battista Frank Deal, ed originario di Terre Haute, Indiana, dopo che questi aveva pubblicato un annuncio sulla rivista Recycler.
La carriera musicale di Deal iniziò molto prima dei suoi compagni. Dapprima, quando all'età di 14 anni, fece parte, nel ruolo di bassista, di una reinterpretazione band dei Beatles chiamata The Jades. Poi in un'altra band chiamata The Sounds of Soul. Il chitarrista poi raggiunse una band soul a Fresno, prima di tornare in Indiana, e fondare i Wahtoshi. In seguito venne costretto ad abbandonare questa band, a causa di un incidente che gli ferì la mano in una lavanderia automatica. Deal poi fondò una band gospel, che però ebbe breve vita. Fu in questo periodo che il giovane musicista scoprì di essere affetto da spondilite anchilosante, una malattia degenerativa che colpisce le ossa, in particolare le vertebre. Il chitarrista in seguito farà parte di una band chiamata Whitehorse, con cui suonerà durante una buona parte degli anni settanta.
I Whitehorse ai loro esordi, avevano adottato il nome di Motley Croo, poi abbandonato a causa del marchio di Whiskey. Sixx e Lee erano estremamente interessati a Deal, che presto accettò l'ingaggio. Poco dopo riuscirono anche a trovare un cantante chiamato O'Dean, che venne arruolato dopo un'audizione. Alla ricerca di un secondo chitarrista, il gruppo si diresse al The Starwood, un noto locale di Hollywood, per tentare di reclutare il chitarrista dei Rock Candy, James Alverson, ma rimasero più impressionati dal cantante di quella band, Vince Neil Wharton.
(Tommy Lee a Vince Neil)
Disse Lee a Vince Neil quella sera in cui quest'ultimo si esibì con i Rock Candy allo Starwood. Neil inizialmente era diffidente, poiché si trovava bene con la sua band dell'epoca, ma accettò di partecipare ad un'audizione il weekend successivo per non dare un dispiacere a Lee. Sixx, nonostante avesse già arruolato O' Dean, decise di scartarlo a favore di Neil, che infine decise di entrare nel gruppo. Mars, in disaccordo con Sixx e Lee sull'intenzione di chiamare il gruppo "Christmas", propose di intitolare la band "Motley Crue", vecchio nome, leggermente storpiato, adottato per un periodo dalla sua vecchia band. Poi decisero di aggiungere l'umlaut sulle lettere "o" e "u", analogamente ad altre heavy metal band che li avevano preceduti come Blue Öyster Cult o Motörhead.
(Nikki Sixx)

### L'esordio (1981-1983)

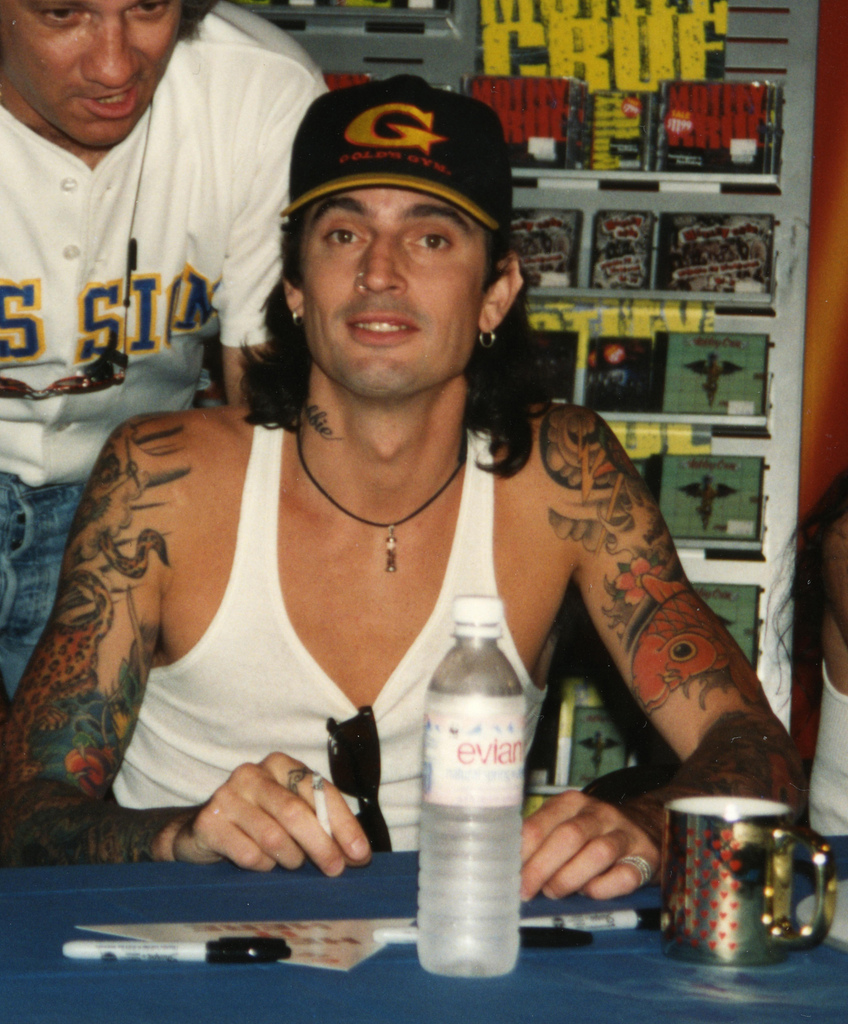
Tommy Lee

Un mese dopo, il gruppo debuttò dal vivo al The Starwood aprendo per gli Y&T. Nel disperato bisogno di un manager, Sixx si occupava inizialmente degli affari del gruppo, fino a che Mick Mars contattò Alan Coffman, cognato di un suo amico, prima impegnato nell'industria edilizia. Con i soldi di Coffman, i Mötley Crüe riuscirono a registrare un singolo, Stick to Your Guns, nel giugno 1981, per sole mille copie, che venne diffuso ai fan durante il loro show successivo. Incrementarono la loro popolarità suonando anche all'esterno del circuito di L.A., ed entrarono nuovamente in studio nel dicembre 1981 per registrare il primo full-length, prendendosi tre giorni di tempo e 6.000 dollari per completare il lavoro. Le prime apparizioni del debutto Too Fast for Love raggiunsero le 900 copie, seguito dalla ristampa con una copertina differente.
Too Fast for Love era stato prodotto alla Philips Recording Company di Dominguez Hills, California, e le vendite furono così immediate che la band inizialmente non riuscì a trovare i soldi per far fronte a nuove richieste. Il debut album sfondò nelle vendite, superando presto le 20.000 copie nel suo formato autofinanziato. Grazie alla crescente popolarità, Tom Zutaut della Elektra Records firmò un accordo con la band. L'etichetta ri-pubblicò immediatamente Too Fast for Love in maggiore qualità, ri-mixandolo con il produttore Roy Thomas Baker (Queen, The Cars, Dusty Springfield), tranne la traccia Stick to Your Guns, che risultò qualitativamente superiore. Verso la fine del 1982 i Mötley Crüe fronteggiarono uno show al Santa Monica Civic Theatre e rivoluzionarono il management con i newyorkesi Doc McGhee e Doug Thaler.
Nel primo 1983 parteciparono come gruppo di supporto al tour dei Kiss per il loro Creatures of the Night tour. In maggio il gruppo apparve nelle liste del famoso 'US Festival's Metal al fianco di grandi nomi come Quiet Riot, Ozzy Osbourne, Judas Priest, Triumph, Scorpions e Van Halen suonando davanti ad un pubblico di oltre 350.000 persone. In novembre i Crüe passarono alla pubblicazione del tanto atteso secondo disco, Shout at the Devil, prodotto da Tom Werman (Cheap Trick, Ted Nugent, Blue Öyster Cult, Molly Hatchet). Il disco includeva brani che sarebbero diventati classici nella storia dell'heavy metal come Looks That Kill, Bastard (scritta in onore dell'ex manager Coffman) e la title track stessa.

### Primi successi (1984-1987)
Nel 1984 la band suonò di supporto a Ozzy Osbourne, guadagnandosi la reputazione di una delle band più brave della scena. In agosto i Crüe suonarono finalmente nel Regno Unito, come gruppo d'apertura al Monsters of Rock di Donington, che vedeva AC/DC e Van Halen nel ruolo di headliner. Il gruppo rimase in Europa su invito degli Iron Maiden per suonare al loro fianco nel tour europeo di Powerslave, prima di tornare nuovamente in Gran Bretagna suonando come headliner in occasione di uno show al Dominion Theatre di Londra. Durante il periodo morto, Tommy Lee tentò di fondare un nuovo progetto parallelo dall'unione con la ex cantante delle Runaways Cherie Currie e la bassista Vickie Blue, che infine non vedrà mai la luce. Il nuovo album dei Mötley Crüe, ancora una volta sotto la produzione di Tom Werman, venne pubblicato nel 1985. Intitolato Theatre of Pain, il disco si orientò su strade più commerciali, ed includeva la famosa cover dei Brownsville Station Smokin' In The Boys Room. Il gruppo partì immediatamente in tour, supportato dai giapponesi Loudness. Dal gennaio 1986 il quartetto tornò nuovamente in Europa, suonando per 9 date in Gran Bretagna supportando i Cheap Trick. Tornando in California, Lee conobbe l'attrice Heather Locklear ad un concerto dei REO Speedwagon, e il 10 maggio di quell'anno, la sposò.
Il quarto album dei Crüe, Girls, Girls, Girls, con Werman alla produzione, verrà pubblicato durante il maggio 1987; in questo lavoro le sonorità vennero appesantite rispetto al precedente Theatre of Pain. Il tour del disco (dove inclusero le coriste Emi Canyn e Donna McDaniel, accreditate come Nasty Habits), fu tra i più grandi della loro carriera, inizialmente suonando con i Whitesnake. Il tour ottenne un enorme successo, in seguito anche con i Guns N' Roses come gruppo d'apertura, prima che i Mötley intraprendessero una serie di date in Giappone. Nel frattempo Vince Neil e Tommy Lee apparvero nel ruolo di sassofonisti assieme al cantante satirico "Weird Al" Yankovic nei panni di trombettista, nel video dei Night Ranger, The Secret of My Success (1987).
In quel periodo si intensificarono anche i problemi con la droga. Il 23 dicembre 1987 Sixx subì un'overdose di eroina. Egli fu dichiarato legalmente morto sulla strada per l'ospedale, ma il paramedico, che era un fan dei Crüe, riuscì infine a rianimarlo con due colpi di adrenalina. In seguito a questo episodio, tutti i membri del gruppo, eccetto Mick Mars, entrarono in riabilitazione. Le date europee previste per il primo 1988 vennero cancellate all'ultimo minuto, ufficialmente a causa di problemi con il management.
Il manager Doc McGhee ricevette 15.000 dollari di indennità, con cui costruì una fondazione anti-droga, che chiamò "Make A Difference Foundation". Nello stesso 1988 Sixx venne coinvolto in una strana causa, nel quale un certo Matthew Trippe sostenne di essere stato arruolato da McGhee per sostituire Nikki Sixx a seguito di un grave incidente d'auto in cui venne coinvolto nel 1983 che gli impedì l'attività con la band. Trippe sostenne di aver suonato, scritto e registrato del materiale degli album Shout At The Devil e Theatre of Pain, venendo accreditato come Nikki Sixx. Alcuni dei brani a cui Trippe sosteneva di aver contribuito alla composizione erano Danger, Knock ‘Em Dead Kid, Girls Girls Girls, You're All I Need, Dancing On Glass, e Wild Side.
La sua causa contro la band quindi si concentrò sui diritti d'autore. Venne poi reso noto che Trippe aveva alle spalle precedenti per droga, ed aveva frequentato anche centri per malati di mente. La storia generò uno scandalo, soprattutto in Europa, ma Trippe ritirò le accuse nel dicembre del 1993 sparendo dalle scene dopo aver tentato di guadagnare soldi e popolarità con la formazione di una band di breve durata chiamata Sixx Pack. Doc McGhee organizzò il "Make A Difference peace festival" composto da due show tenuti a Mosca durante l'agosto del 1989 come parte della sua campagna anti droga, nella cui lista apparivano, oltre ai Crüe, anche altri grandi nomi come i Bon Jovi, Scorpions, Ozzy Osbourne, Skid Row, Cinderella ed i russi Gorky Park, oltre ad altre band locali. L'evento venne organizzato per commemorare il ventesimo anniversario del festival di Woodstock.
In questo periodo sorsero dei contrasti tra la band e McGhee. I primi accusarono il manager di aver favorito i Bon Jovi a loro scapito. Sciolti i rapporti con il manager, il gruppo contattò il suo socio Doug Thaler. I Mötley incoraggiarono Thaler ad abbandonare la McGhee Entertainment Inc. e passare alla completa gestione della band. Doug acconsentì, e presto fondò la "Top Rock Development Corporation".

#### Controversia con i Guns N' Roses
Una volta tornati a Los Angeles dopo i concerti in Russia, Vince si prese 10 giorni di pausa dedicandosi al rafting sul fiume Snake, in Idaho. Da lì chiamò la moglie dell'epoca, Sharise Ruddell, che gli raccontò che Izzy Stradlin, chitarrista dei Guns N' Roses, aveva tentato di corteggiarla una sera al Cathouse club (locale di L.A. gestito da Taime Downe dei Faster Pussycat). Stradlin, vedendo che la Ruddell non acconsentì all'approccio, la spinse per terra davanti alla gente che si trovava nel locale. Sharise gli tirò uno schiaffo in faccia, ma di risposta il chitarrista le tirò un pugno nello stomaco.
Circa un mese dopo, il 5 settembre del '89, i Mötley parteciparono al "Best Heavy Metal Album" agli MTV Video Music Awards svoltisi allo Universal Amphitheatre di Universal City, Los Angeles. Mentre il resto della band attendeva all'interno della limousine, Vince aspettò nel backstage il termine dell'esibizione dei Guns N' Roses con Tom Petty. Vince, terminata l'esibizione, tirò un pugno al chitarrista Izzy Stradlin, come ritorsione per aver picchiato sua moglie. La security dei Mötley trascinò via Neil. Mentre questo stava lasciando gli Award, Axl Rose, frontman dei Guns N' Roses, gli disse che l'avrebbe ucciso.
Questo fu l'inizio di una lunga battaglia tra le due band. Axl Rose iniziò ad insultare Neil in alcune interviste, dicendo che aveva diffamato i Guns N' Roses per anni. Vince in risposta affermò che aveva insegnato dei trucchi di canto ad Axl per aiutarlo, mentre i Guns N' Roses suonavano di supporto ai Crüe durante il tour di Girls, Girls, Girls. Nel frattempo Izzy chiamò Vince e gli chiese scusa per il suo comportamento.

### L'apice del successo conDr. Feelgood(1988-1992)

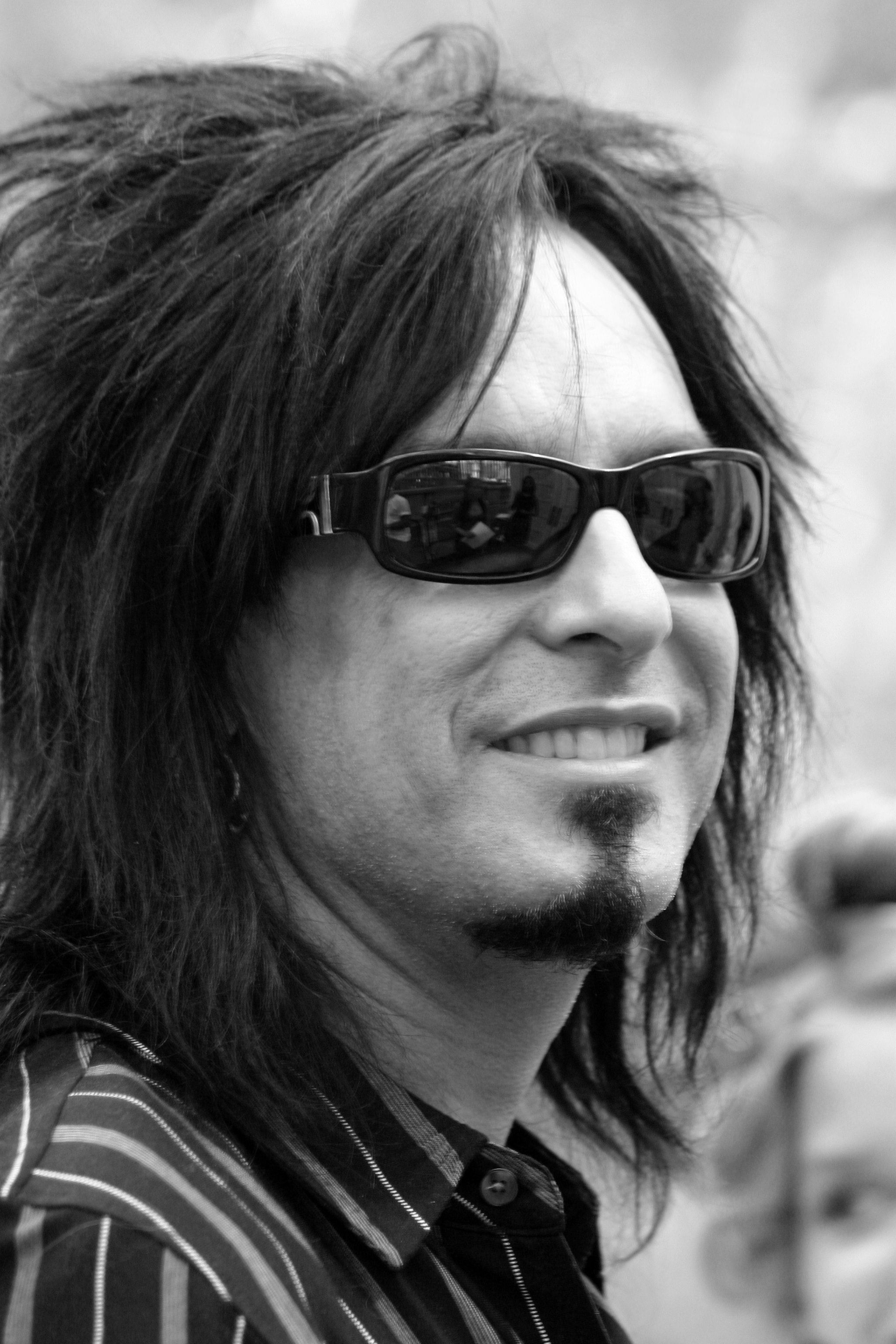
Nikki Sixx

I Crüe passarono, nel 1988, alla registrazione dell'album successivo ai Little Mountain Sound Studios di Vancouver, Canada, con Bob Rock alla produzione. Il disco, intitolato Dr. Feelgood, fece loro guadagnare una popolarità mai ottenuta, raggiungendo facilmente il multi platino, e risultando l'album più venduto del combo di Los Angeles. Questo vedeva la partecipazione di ospiti illustri, come conferma che la band aveva ormai raggiunto l'olimpo dei grandi. Gli ospiti in questione erano Steven Tyler degli Aerosmith, Robin Zander e Rick Nielsen dei Cheap Trick, Bryan Adams, Skid Row e Jack Blades dei Night Ranger.
Il disco venne nominato per due anni di fila come migliore album heavy metal/hard rock agli American Music Award, perdendo una prima volta in favore di Appetite for Destruction dei Guns N' Roses, ma trionfando l'anno successivo contro Pump degli Aerosmith e Flesh & Blood dei Poison. Gli stessi Mötley Crüe furono nominati per due volte consecutive migliori artisti heavy metal/hard rock.
I Mötley Crüe apparvero inoltre in due compilation con brani inediti durante l'ultima parte dell'anno, Make A Difference (con la reinterpretazione della canzone di Tommy Bolin "Teaser") e la colonna sonora del film The Adventures Of Ford Fairlane (con "Rock n' Roll Junkie"). Vince Neil recitò un cameo nel film, dove impersonava un cantante che passava attraverso lo stage. In questo periodo la band si unì ai rapper 2 Live Crew fondando un progetto intitolato "Crüe to Crew" che incise un brano dal nome omonimo, che avrebbe dovuto essere incluso nella colonna sonora del film Hanging with the hombres.
Tuttavia la traccia non venne mai pubblicata, fino a quando nel 1997 emerse in una compilation dei 2 Live Crew. Nel 1989 Nikki Sixx sposò la modella Brandi Brandt con la quale ebbe 3 figli: Gunner Nicholas (1991), Storm Brieanne (1994) and Dekker Nilsson (1995). Divorzieranno nel 1996. Mentre nel 1990 Mick Mars sposò Emi Canyn delle Nasty Habits (coriste della band). Un decennio dopo il loro esordio a Los Angeles, nel 1991, i Mötley Crüe celebrarono il loro decimo anniversario con la realizzazione della compilation di greatest hits A Decade of Decadence.
L'album includeva due tracce inedite, Primal Scream (realizzato come primo singolo dell'album) e la reinterpretazione dei Sex Pistols Anarchy In The UK. Prima che questo uscisse nei negozi, il gruppo partecipò nuovamente al Monsters of Rock di Donington, ancora una volta fronteggiato dagli AC/DC. Tre giorni prima di questa esibizione, il quartetto suonò segretamente al Marquee Club di Londra, venendo accreditati come Fourskins. Nel gennaio 1992 la Elektra rilanciò la hit Home Sweet Home come singolo, in versione remixata, che apparì nella raccolta A Decade of Decadence.
La band tornò poi in studio per un nuovo album, ma presto sorsero dei contrasti tra Vince Neil e il resto della band. Il frontman non si presentò alle prove con i compagni, e non si fece rintracciare. La band così cominciò a pensare ad un eventuale rimpiazzo. Vince non apprezzava il nuovo album, pensava che era stupido e disapprovava le tastiere. Tommy, Mick ed il management si ritrovarono a casa di Sixx, decidendo infine di allontanarlo dalla formazione. Il giorno di San Valentino del 1992 il gruppo annunciò ufficialmente l'allontanamento di Neil:
(Mötley Crüe)

### Cambio di rotta, l'entrata di John Corabi (1993-1996)

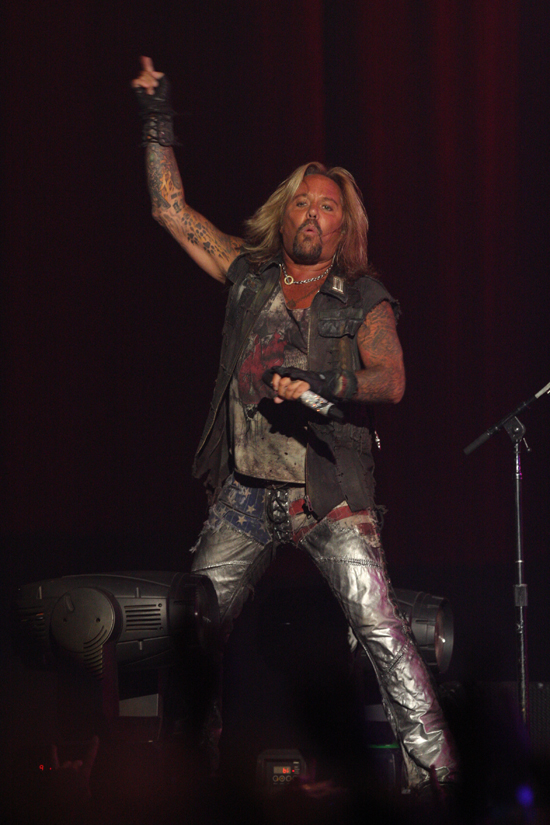
Vince Neil

Neil presto intraprese la carriera solista, arruolando l'ex chitarrista di Billy Idol Steve Stevens, e l'ex bassista di Ozzy Osbourne Phil Soussan. Il suo debutto solista, Exposed, venne pubblicato nel 1993 raggiungendo buone posizioni nelle classifiche, ed un buon successo generale. I Mötley Crüe erano ora alla ricerca di un nuovo frontman. Verrà notato John Corabi, a cui in precedenza era stato proposto di entrare negli Skid Row prima dell'ingresso di Sebastian Bach, ed anche nei Britny Fox, dopo la dipartita di Dean Davidson.
Il cantante, nativo di Filadelfia, aveva però declinato entrambi gli inviti per proseguire la sua carriera musicale a Los Angeles, in una nuova formazione dei Racer X, o meglio un gruppo nato dalle sue ceneri chiamato The Scream. Corabi registrò un album con la band, Let It Scream nel 1991 per la Hollywood Records, ed aveva partecipato ad un tour con i BulletBoys e Blackeyed Susan, ed uno show all'Astoria Theatre di Londra. Corabi raggiunse i Crüe abbandonando la formazione dei The Scream, che lo sostituiranno con Billy Fogarty. Alla fine, però, l'etichetta di questi ultimi sciolse il contratto, così optarono per lo scioglimento. Un altro candidato a subentrare al posto di Neil nei Mötley era Stephen Shareaux dei Kik Tracee, con cui avevano provato qualche audizione. I Crüe erano entrati in contatto con Shareaux, perché la sua ragazza era amica della moglie di Nikki Sixx. Tuttavia Corabi fu la scelta finale.
Il gruppo pubblicò con la nuova recluta il sesto album, l'omonimo Mötley Crüe nel 1994, che verrà prodotto ancora da Bob Rock. Con le nuove tendenze del grunge e dell'alternative rock, anche i Crüe subiranno un cambio di rotta verso l'alternative metal, distaccandosi per la prima volta dalle sonorità del passato. Tuttavia, nonostante le alte posizioni iniziali conquistate in classifica, i fan e la critica non apprezzarono né il nuovo frontman né la nuova immagine e le nuove sonorità del gruppo. Corabi verrà quindi allontanato dopo due anni, fondando un nuovo progetto con l'ex chitarrista dei Kiss Bruce Kulick chiamato Union.

### Il ritorno di Vince Neil, progetti solisti e la pausa (1997-2003)
I Mötley Crüe si riunirono nel 1997, dopo che l'allora manager Allen Kovac, e quello di Vince, Bert Stein, organizzarono una riunione fra Vince, Tommy e Nikki. Sixx annunciò nuovi piani per un disco solista nel 1997, che venne registrato nel suo studio. Questo lavoro non vedrà mai la luce. Così il gruppo registrò Generation Swine, album sonoricamente simile al precedente ma con l'aggiunta di una vena industrial metal. L'album, al contrario delle previsioni dei critici, e nonostante le nuove sonorità, si piazzò al nº 4 nella classifica della Billboard 200, ed includeva una versione riproposta in stile industrial del brano Shout At The Devil.
Lo stile di Neil, tornato nella band in pianta definitiva, venne mutato abbassando i toni vocali. Sia Sixx che Lee cantarono inoltre in un brano: Lee scelse di cantare Brandon, canzone dedicata alla sua terza moglie, l'attrice di Baywatch Pamela Anderson, nonché allo stesso figlio di Lee, Brandon Thomas. La band organizzò un'intensa campagna promozionale per il tour di Generation Swine. In occasione della campagna, venne prodotta sul mercato anche una birra analcolica chiamata "Motley Brue". Il gruppo apparì per la prima volta al Livestock festival dove vennero accolti da un pubblico di oltre 25.000 persone. Altre date seguirono di supporto ai Type O Negative. I Crüe erano arrivati a vendere oltre 35 milioni di dischi nella loro carriera e, malgrado il declino con Corabi, l'industria sperò in un ritornò verso le sonorità delle origini, che avevano da sempre fatto guadagnare fama e fortuna al quartetto. Invece di estrarre dal disco, come di consueto, pochi brani pronti per essere diffusi dai media, il gruppo scelse di sponsorizzare l'album completamente, con dieci date in giro per gli USA, subito dopo la pubblicazione del disco, il 24 giugno. I fan dei Mötley poterono assistere a queste esibizioni attraverso concorsi radiofonici, o comprando un numero limitato di biglietti messi in vendita. I soldi delle vendite del biglietto vennero devoluti in beneficenza alla "Skylar Neil Foundation", in memoria della figlia di Vince, per aiutare la ricerca contro il cancro nei bambini: nel 1995 infatti la figlia di Neil muore di cancro a solo 4 anni. Apparentemente estraneo alla formula politicamente corretta dei media, il tour dei Mötley Crüe declinò quasi immediatamente.
Emersero poi altri singoli come Afraid, che venne realizzato con il mix di Rave e Swine, assieme alla reinterpretazione di Iggy Pop Lust For Life ed il brano di Tommy Lee ''Welcome To Planet Boom''. Quest'ultima traccia sarebbe dovuta apparire nell'EP Quaternary, ma venne inclusa anche nel film Barb Wire (1996), nel quale recitò la moglie di Lee, Pamela Anderson.
Negli anni novanta, i Mötley Crüe divennero ancor più conosciuti per i pettegolezzi, dato che i membri ebbero relazioni amorose con note donne dello spettacolo, con l'unica eccezione di Mars che tenne il più lontano possibile la sua vita privata dall'opinione pubblica. Lee e Sixx sposarono rispettivamente Pamela Anderson e Donna D'Errico. Tuttavia, soltanto il matrimonio di Nikki si rivelò più duraturo, dal matrimonio di Nikki e Donna nasce Frankie-Jean Mary (2001).

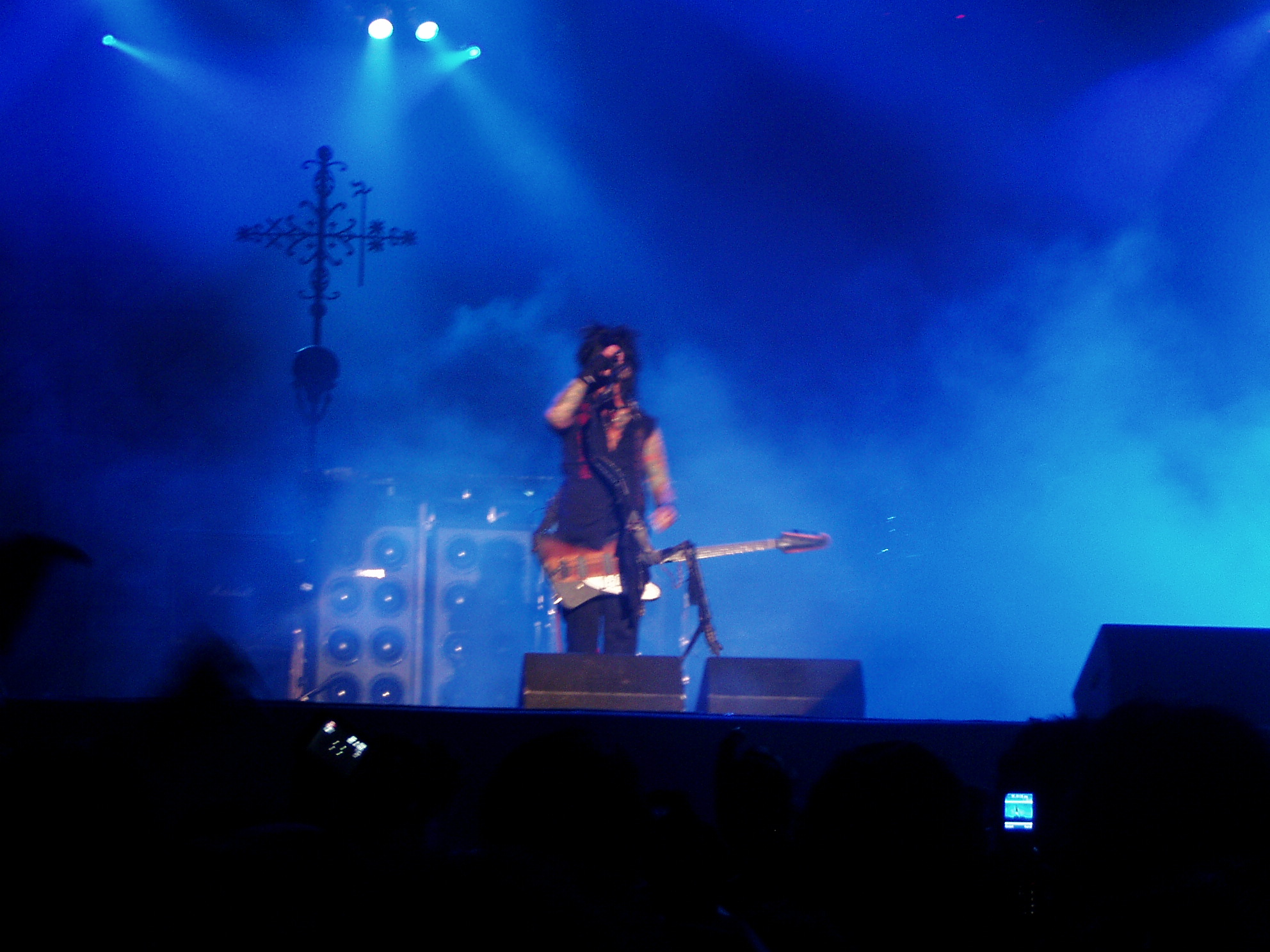
Nikki Sixx al Gods of Metal 2007.

Nel 1998 i legami contrattuali dei Mötley Crüe con la Elektra Records scaddero, lasciando alla band il controllo totale del loro futuro. Nell'annuncio della conclusione del loro rapporto con la Elektra, il gruppo di Los Angeles diventò uno dei pochi nella storia a possedere e controllare le proprie pubblicazioni e registrazioni. Nel 1999 la band ripubblicò tutti i propri album, col titolo Crücial Crüe. La versione limitata della rimasterizzazione digitale includeva demo e tracce inedite.
Nel 1999 Tommy lasciò il gruppo per problemi causati dell'aumentata tensione fra lui e Vince. Fu sostituito da Randy Castillo, ex batterista di Lita Ford e Ozzy Osbourne. Con Castillo alla batteria, i Mötley Crüe danno origine a New Tattoo del 2000, che si piazzò al numero 41 delle classifiche e vendette più di 150.000 copie, riportando parzialmente il gruppo al sound hair degli anni ottanta.
A causa di una degenerazione delle condizioni di salute di Castillo (morirà il 26 marzo 2002 per una delicata forma di cancro), il gruppo contattò Samantha Maloney (meglio conosciuta per aver sostituito l'ex Hole Patty Schemel, nel 1998), la quale suonò durante il tour per questo album. Dopo il concerto di Salt Lake City, i Crüe pubblicarono il DVD Lewd, Crüed & Tattooed. Nei sei anni successivi, Nikki suonò nelle band 58 e Brides of Destruction con Tracii Guns, mentre Tommy formò il complesso rapcore Methods of Mayhem e si esibì anche come solista.
Vince continuò a fare tour annuali come solista, cantando principalmente le canzoni dei Mötley Crüe. Mick, che soffre di una malattia degenerativa alla schiena e alle ossa, si ritirò a vita privata nel 2001. Nel 2001 venne pubblicata un'autobiografia del gruppo, intitolata The Dirt, che racconta la loro storia completa. Il libro è diventato uno dei dieci più venduti nella classifica del New York Times, e ha introdotto i Mötley Crüe ad una nuova generazione di fan. Un altro libro, successivo, Tommyland, co-scritto da Tommy, è stato pubblicato nel 2004.

### Ritorno sulle scene (2005-2012)
Un promoter inglese, Mags Revell, si mise in moto per il ritorno sulle scene dei Mötley Crüe, con una promozione che rivelò il desiderio dei fan di vederli riuniti. Nel settembre 2004, Nikki annunciò che lui e Vince erano tornati in studio, ed avevano cominciato a registrare nuovo materiale. Nel dicembre 2004 i quattro membri originali annunciarono un reunion tour, cominciato il 14 febbraio 2005 a Porto Rico.

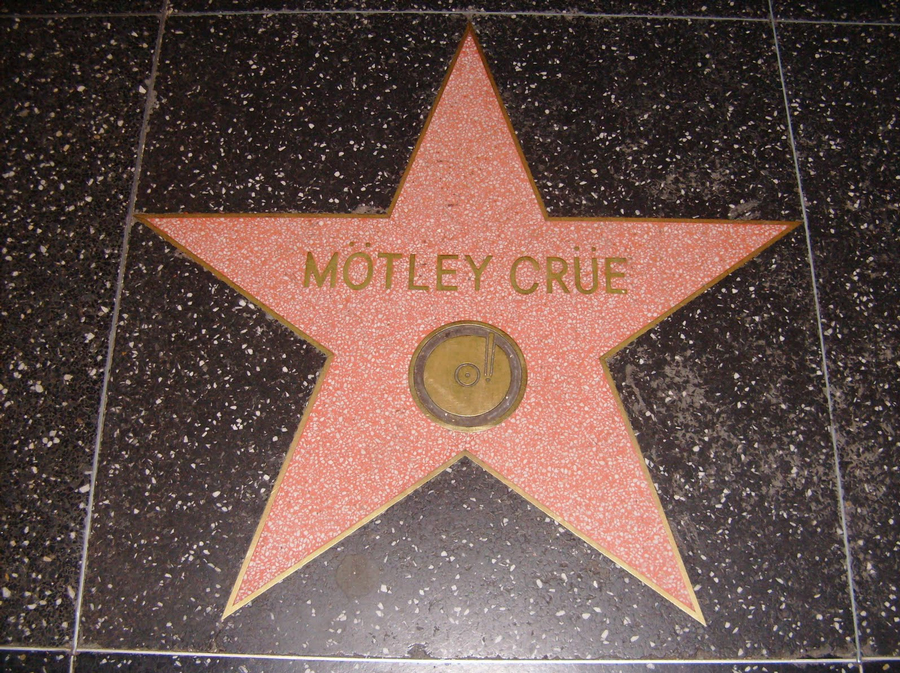
La stella sulla Hollywood Walk of Fame.

Nel febbraio 2005 uscì la raccolta Red, White & Crüe, che contiene le canzoni preferite dai membri del complesso più tre nuove tracce (If I Die Tomorrow, Sick Love Song) e una reinterpretazione di Street Fighting Man dei Rolling Stones. L'album raggiunse il numero 6 nelle classifiche americane e diventò disco di platino. Il tour sorprese molti addetti ai lavori, in quanto si rivelò uno dei più rilevanti del 2005, incassando 33 milioni di dollari, ottavo per quell'anno. Per rispondere alle richieste dei fans, il gruppo dovette aggiungere una seconda serie di 60 date. Questo tour ha incluso le performance al KROQ Weenie Roast e al Live 8.
Un DVD live Carnival of Sins, filmato a Grand Rapids (Michigan), uscì il 25 ottobre 2005. Inoltre, il 10 dicembre 2005 a Perth (Australia), i Mötley Crüe con i Motörhead suonarono assieme Anarchy in the U.K. dei Sex Pistols. Il libro di Nikki atteso da molto tempo, The Heroin Diaries, è uscito nel 2007, accompagnato da una colonna sonora dei Sixx: AM.
In occasione del loro venticinquesimo anniversario d'esordio, il 25 gennaio 2006 i Mötley Crüe furono premiati con una stella nella Hollywood Walk of Fame. Nel 2006 anche il matrimonio di Nikki Sixx con Donna D'Errico finì ed ebbe inizio la battaglia per l'affidamento dei figli. Il 2 giugno 2007, hanno partecipato al Gods of Metal a Milano poi ripetuto anche nel 2012.

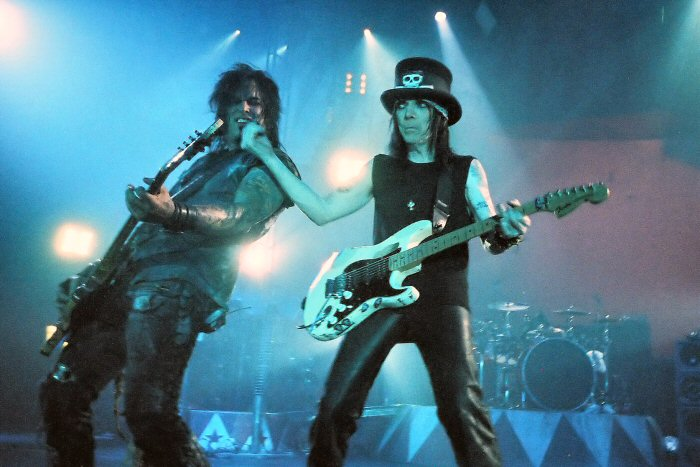
Nikki Sixx and Mick Mars nel 2005.

Nel settembre 2007 Tommy Lee uscì temporaneamente dalla band. Le ragioni riguardavano battaglie legali tra Sixx, Neil e Mars, contro Lee e il suo manager Carl Stubner. I membri del gruppo hanno accusato Lee e Stubner di aver rovinato l'immagine della band in un reality show chiamato "Tommy Goes to College" (dove partecipò il batterista), facendo perdere al gruppo milioni di dollari e impedendo di programmare dei concerti, visto l'impegno di Lee con il programma. Sixx e soci hanno chiesto un risarcimento di 20 milioni di dollari al loro ex collega. A distanza di nemmeno 2 mesi dalle sue dimissioni, Tommy Lee è rientrato nel gruppo, con il cantante Vince Neil che afferma che la lite con Tommy e le seguenti voci di rottura sono state esagerate dai media.
L'uscita del nuovo album, Saints of Los Angeles, è avvenuta il 24 giugno 2008. L'album debutta alla quarta posizione della Billboard 200, vendendo circa 99.000 copie nella prima settimana di pubblicazione. Per tutta l'estate del 2008 si esibiscono al tour da loro organizzato, il Crue Fest; fanno da spalla band come Buckcherry, Papa Roach, Sixx:Am.

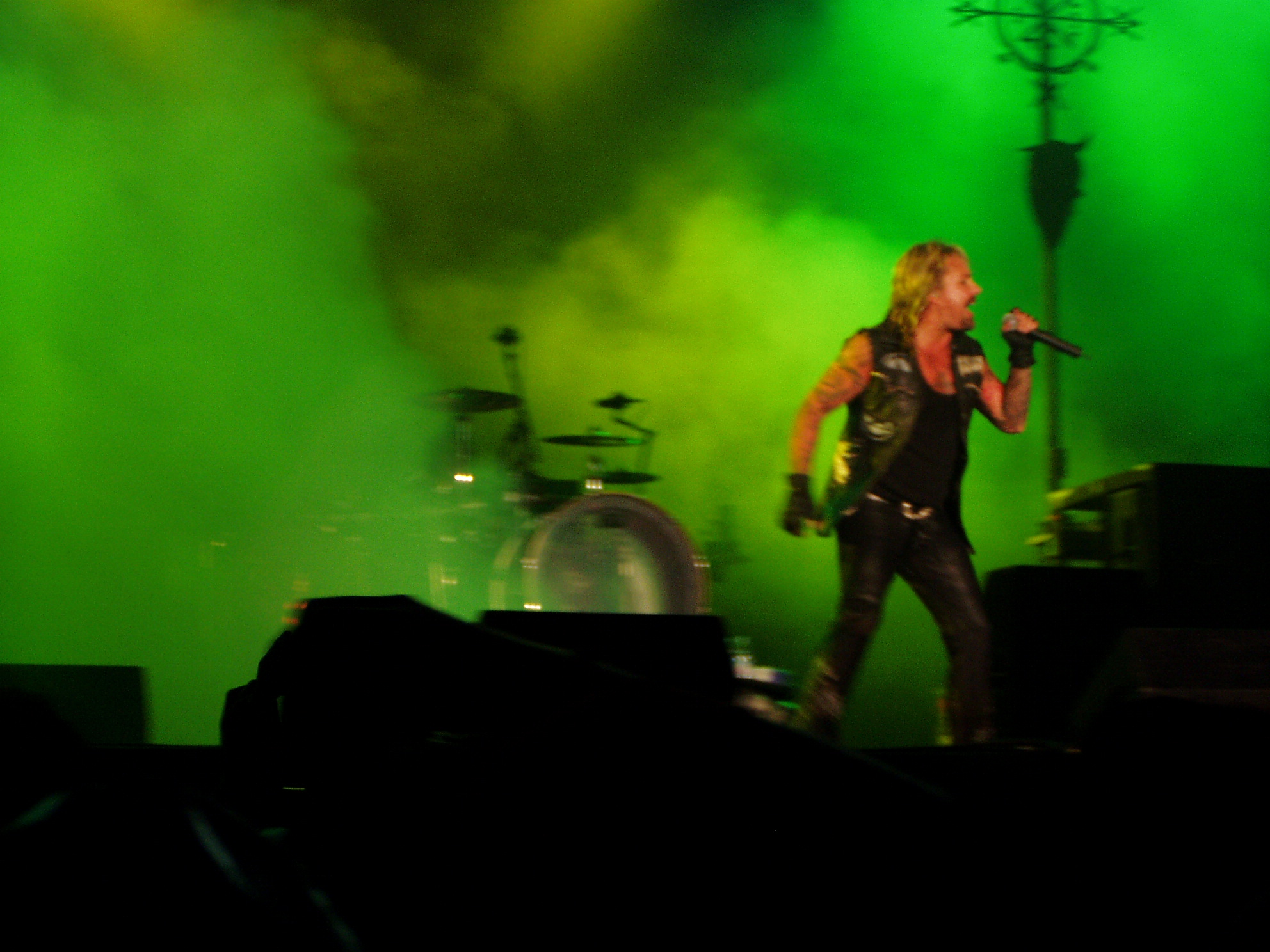
Vince Neil al Gods of Metal 2007.

Il 27 giugno 2009 la band si esibisce al Gods of Metal a Monza, unica data italiana del Crüe Fest 2 che li vede in giro per tutta l'Europa a calcare i palchi dei più importanti festival europei, tra cui il famoso Download Festival al Donington Park. Sempre nel 2009 la band appare nella serie tv Bones nel finale della 4ª stagione, dove interpretano loro stessi, e si esibiscono nella loro canzone Dr. Feelgood. Proprio l'album Dr. Feelgood, che alla fine degli anni ottanta ottenne un successo enorme, fu riproposto per intero per celebrare il suo ventesimo anno in molte date e l'album fu ristampato in edizione speciale. Nel 2010 Tommy Lee annuncia che non ci sarebbe stato il Crüe Fest 3 nell'estate di quell'anno, ma la band partecipò come headliner all'Ozzfest 2010 con Ozzy Osbourne e Rob Halford.
Nell'estate dell'anno successivo la band fece da headliner ad un tour nordamericano con i Poison e i New York Dolls, per celebrare i 30 anni dei Mötley Crüe e i 25 anni dei Poison. Nell'inverno dello stesso anno i Mötley Crüe saranno impegnati in 6 date nel Regno Unito con i Def Leppard appoggiati dai più giovani Steel Panther. La band di Los Angeles, dopo una serie di indizi pubblicati sul loro sito ufficiale e su vari social network, annuncia al Piers Morgan Tonight che dal 3 febbraio 2012 sarà resident band all'Hard Rock Hotel di Las Vegas per circa un mese, dopodiché Vince Neil annuncia in un'intervista al Las Vegas Sun che questi potrebbero essere i suoi ultimi show nella band, dopo anni di tira e molla e attriti.
Il 27 gennaio 2012 viene annunciata la quarta presenza al Gods of Metal della band dopo le presenze nelle edizioni del 2005, 2007 e 2009. Saranno headliner nella terza giornata del festival, in data 23 giugno 2012. Nello stesso anno esce un nuovo singolo della band intitolato "Sex", che non fa parte di nessun album.

### Tour d'addio (2013-2015)
Nel febbraio 2013, i Mötley Crüe annunciano un loro lungo tour in Canada, il più grande mai organizzato dalla band in quel paese, che sarà poi seguito da alcune date negli USA rese note al termine della leg australiana del "The Tour", iniziato nel 2012 insieme ai Kiss.
Nel marzo 2013, Nikki Sixx dichiara che la band si scioglierà definitivamente dopo la pubblicazione di un ultimo album e il successivo tour d'addio. In passato, Sixx ha spesso reso noto il desiderio dell'intera band di abbandonare le scene nel momento più alto della propria carriera. Successivamente, Vince Neil ha dichiarato che la band avrebbe pubblicato nuovi brani inediti nel 2014 e che il tour finale sarebbe iniziato tra il 2014 e il 2015: "...i tour durano circa due anni. Per girare tutto il mondo, devi farti Stati Uniti, Canada, Europa, Asia ... ci vuole del tempo". Neil ha anche discusso sulla possibilità di reunion della band in futuro, anche se, di tutta risposta, Sixx ha sempre insistito sul fatto che la band non tornerà mai insieme dopo il tour finale. Sia Neil sia Tommy Lee hanno frequentemente dichiarato che l'addio della band all'attività live è ormai inevitabile a causa dei problemi di salute di Mick Mars, sofferente di una forma di spondilite anchilosante ormai in fase avanzata; Mars ha successivamente smentito tali affermazioni, tanto che da allora sia Neil sia i restanti membri del gruppo non hanno più menzionato la salute di Mars tra le cause del break-up della band.

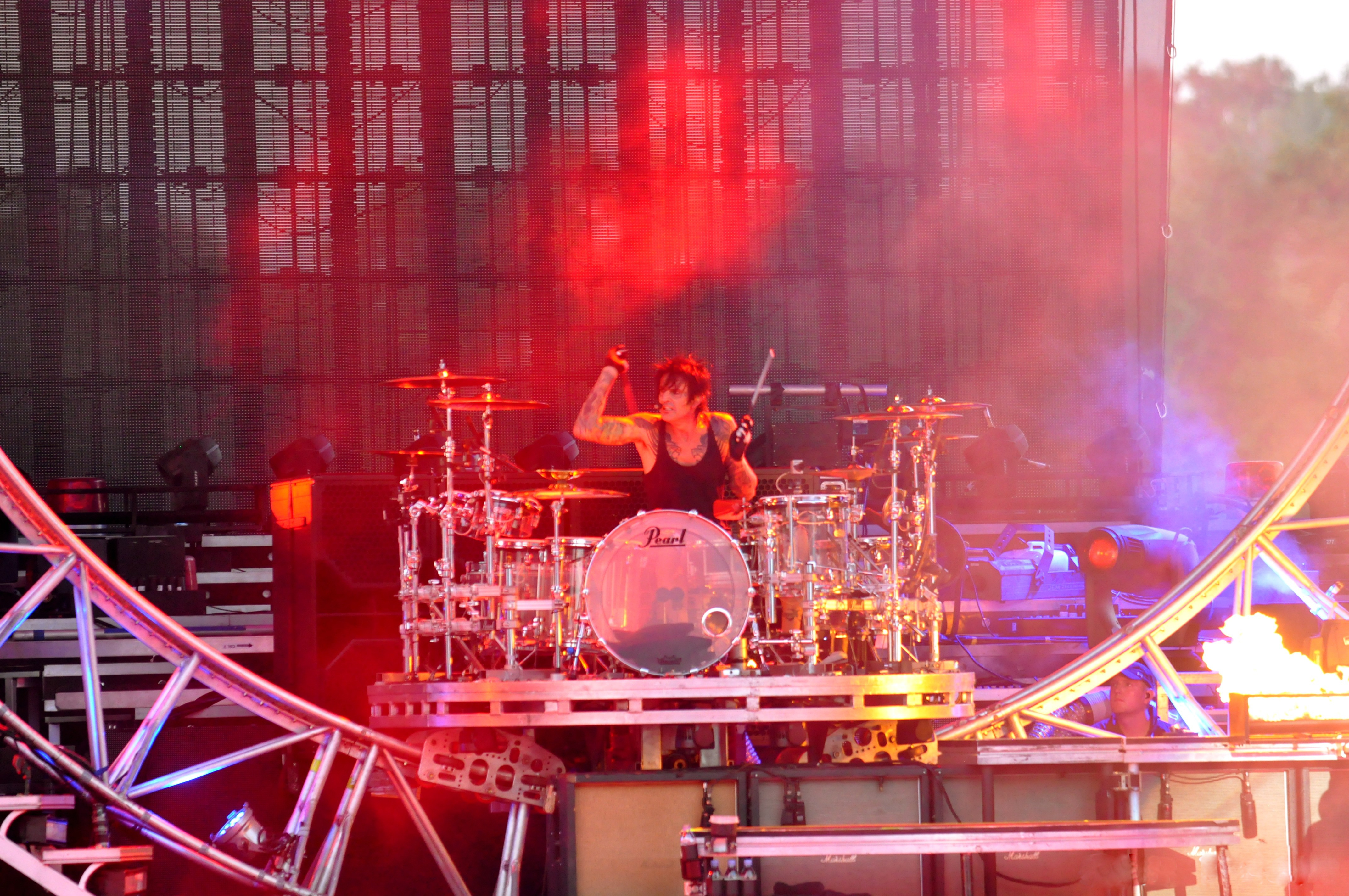
Tommy Lee live nel 2012.

Nel 2014 è stato pubblicato l'album tributo Nashville Outlaws , con star della musica country tra cui Rascal Flatts , LeAnn Rimes e Darius Rucker che coprono varie canzoni dei Mötley Crüe. L'album ha debuttato al numero 5 nelle classifiche degli album di Billboard.Il 28 gennaio 2014, in una storica conferenza all'interno del Madhouse Beacher Theater di Hollywood (in una sala arredata a lutto con tanto di "lapidi" coi nomi dei membri della band), i Mötley Crüe hanno annunciato tutti i dettagli del loro "The Final Tour", diviso in 70 date, e con Alice Cooper come special guest. Il tour è iniziato a Grand Rapids, Michigan, il 2 luglio 2014. In occasione della conferenza, i membri della band hanno firmato un vero e proprio accordo legale che impedirà loro di riunirsi e andare nuovamente in tour con il monicker Mötley Crüe dopo la fine del 2015. Il tour servirà inoltre a promuovere un nuovo album di musica country inciso da alcuni artisti del genere per rendere omaggio alla band (pubblicato nell'estate 2014). sempre nel 2014 "home weet home" è stata indicata come l'ottava più grande power ballad di tutti i tempi da Yahoo! Music. La canzone si colloca al numero 12 della classifica VH1 delle più grandi ballate di potenza di tutti i tempi.
In una successiva intervista, Nikki Sixx ha parlato della possibilità di pubblicare nuovi brani inediti, dichiarando: "abbiamo del nuovo materiale scritto, [ma] non lo abbiamo ancora composto". Egli ha anche ipotizzato che la band avrebbe pubblicato l'ultimo album diviso "in pezzi", pubblicando una canzone alla volta invece di raccoglierle tutte in un full-length.
Il 2 luglio, la band ha iniziato il "The Final Tour" alla Van Andel Arena di Grand Rapids, Michigan. Durante il tour, i Crüe hanno inserito nella loro set-list dal vivo un nuovo brano inedito, "All Bad Things Must End", incentrata proprio sul motto del loro ultimo tour. Il 22 novembre 2014, a Spokane, Washington, presso la Spokane Arena, la band ha suonato il concerto finale della prima leg nordamericana del The Final Tour, spostandosi all'estero durante la prima metà del 2015.
Il 15 gennaio 2015 sono state rese note quelle che dovrebbero essere le vere e proprie date di commiato della band dai fan, tre concerti previsti per il 28, il 30 e il 31 dicembre 2015 allo Staples Center di Los Angeles, loro città d'origine. Il 20 gennaio 2015, la band, ospite al talk-show mattutino FOX and Friends, ha confermato che il tour di concerti programmato nel nuovo anno sarà davvero l'ultima occasione per vederli dal vivo. Nella leg australiana del tour e nelle successive date, i Crüe saranno nuovamente affiancati da Alice Cooper. Il 20 marzo la band annuncia la propria partecipazione all'edizione annuale del festival Rock in Rio. Il tour culminerà poi alla fine dell'anno in Nord America, con 34 spettacoli, a rappresentare i loro 34 anni insieme. I Mötley Crüe concluderanno la loro carriera insieme proprio lì dove hanno iniziato, a Los Angeles. La band si è esibita per l'ultima volta allo Staples Center di Los Angeles, il 31 dicembre 2015.

### Reunion e ritiro di Mick Mars (2019-presente)
Il 22 marzo 2019 è stato distribuito su piattaforma Netflix il film The Dirt: Mötley Crüe, biografia della band tratta dall'omonimo libro del 2001 diventato bestseller e allegato più volte dal New York Times. Dopo il successo planetario del film, nel 2020 parte lo Stadium Tour passando per gli stadi più grandi e rappresentativi degli States con Def Leppard, Poison e Joan Jett and the Blackhearts. Dopo pochi mesi dall'annuncio il tour ha ottenuto sold out da record per alcuni stadi portando ad aggiungere nuove date. A Milwaukee si sono venduti 42.000 biglietti in 24 ore facendo il sold out più veloce nella storia di Miller Park. A causa della pandemia di COVID-19 gran parte del tour viene annullato. Nel settembre 2022 Vince Neil annuncia che il gruppo tornerà a esibirsi nel 2023. Presto arriva la notizia, tuttavia, che lo storico chitarrista Mick Mars è costretto a ritirarsi dall'attività dal vivo a causa di problemi di salute. Lo sostituirà John 5. La band sta attualmente scrivendo nuove canzoni insieme al chitarrista.

## Formazione

### Formazione attuale
- Vince Neil - voce (1981-1992, 1996-2015, 2019-presente)
- John 5 - chitarra (2022-presente)
- Nikki Sixx - basso (1981-2015, 2019-presente)
- Tommy Lee - batteria (1981-1999, 2004-2015, 2019-presente)

### Ex componenti
- John Corabi - voce, chitarra (1992-1996)
- Randy Castillo - batteria (1999-2001)
- Mick Mars - chitarra (1981-2015, 2019-2022)

### Turnisti
- Samantha Maloney - batteria (2000)
- Jarrad Russell - batteria, voce (1999 - 2000)
- Harvey Warren - batteria (2006)
- Will Hunt - batteria (2006)

## Discografia

### Album in studio
- 1981 – Too Fast for Love
- 1983 – Shout at the Devil
- 1985 – Theatre of Pain
- 1987 – Girls, Girls, Girls
- 1989 – Dr. Feelgood
- 1994 – Mötley Crüe
- 1997 – Generation Swine
- 2000 – New Tattoo
- 2008 – Saints of Los Angeles

### EP
- 1994 – Quaternary

### Album dal vivo
- 1999 – Live: Entertainment or Death
- 2006 – Carnival of Sins Live